# Сейзан-Мару (955)
Сейзан-Мару (955) — корабель, який під час Другої світової війни брав участь у операціях японських збройних сил на Тихому океані. 
Судно спорудили як «Сінсу-Мару № 2» (Shinshu Maru No. 2) в 1918 році на верфі Namura Zosen Tekkosho в Осаці для компанії Sawaguchi Kisen. В 1927-му новим власником стала Utsubo Shosen, а в 1932-му судно перейшло до Yamamoto Kisen, що перейменувала його на «Сейзан-Мару». 
У жовтні 1941-го судно реквізували для потреб Імперського флоту Японії. До кінця серпня 1942-го судно курсувало між портами Японського архіпелагу, а також здійснювало рейси до портів Кореї та північного Китаю (Чіннампо, Тяньцзінь, Далянь та інші).
З 7 вересня по 20 жовтня 142-го «Сейзан-Мару» пройшло певне переобладнання для виконання завдань військової служби на верфі ВМФ у Куре, а 5 листопада вирушило до Південно-Східної Азії.
20 серпня 1943-го «Сейзан-Мару» знаходилось біля східного узбережжя острова Борнео (Калімантан) у північній частині Макассарської протоки. Тут воно було перехоплене та потоплене американським підводним човном USS Gar. Транспорт вибухнув, розломився та швидко затонув, загинуло 12 членів екіпажу.